# Baraona
Baraona è un comune spagnolo di 225 abitanti situato nella comunità autonoma di Castiglia e León.